# Avstro-ogrska okupacija Srbije
Avstro-ogrska okupacija Srbije je bila vojaška okupacija Srbije s strani avstro-ogrskih oboroženih sil, ki je trajala od konca leta 1915 do konca prve svetovne vojne.  
Avstro-ogrska vojna napoved Srbiji 28. julija 1914 je pomenila začetek prve svetovne vojne. Po treh neuspešnih avstro-ogrskih invazijah med avgustom in decembrom 1914 sta oktobra 1915 združeni avstro-ogrska in nemška vojska prebili srbsko fronto s severa in zahoda, medtem ko je Bolgarija napadla Srbijo z jugovzhoda. Do januarja 1916 so vso srbsko ozemlje zasedle centralne sile.   
Srbija je bila razdeljena na dve ločeni okupacijski območji, eno bolgarsko in drugo avstro-ogrsko, ki sta bili pod vojaško upravo. Nemčija ni hotela neposredno priključiti nobenega srbskega ozemlja in je namesto tega prevzela nadzor nad železnicami, rudniki ter gozdarskimi in kmetijskimi viri na obeh okupiranih območjih. Avstro-ogrsko okupacijsko območje je vključevalo severne tri četrtine Srbije. Avstro-ogrska vojska je v okupirani Srbiji ustanovila vojaško upravo z vojaškim guvernerjem na čelu, ki ga je dodelil civilni komisar. Cilj nove uprave je bil denacionalizirati srbsko prebivalstvo in državo spremeniti v ozemlje, s katerega so pridobivali hrano in izkoriščali gospodarske vire. 
Poleg vojaškega pravnega sistema, ki je prepovedal vse politične organizacije, je vojaški sistem prepovedal tudi javno zbiranje in uvedel strog nadzor nad šolami, avstro-ogrski vojski pa je bilo dovoljeno uvesti vojno stanje, izobraževati vojsko, požgati vasi v kazenskih napadih in pri zatiranju vstaj izvajati tudi javna obešanja ljudi in skrajšane usmrtitve. Med okupacijo je bilo med 150.000 in 200.000 moških, žensk in otrok deportiranih v namensko zgrajena internacijska in koncentracijska taborišča v Avstro-Ogrski, predvsem Mauthausen v Avstriji, Doboj v Bosni in Hercegovini ter Arad in Kecskemét na Madžarskem. 
Septembra 1918 so antantne sile, ki sta jih vodili druga srbska armada in jugoslovanska prostovoljna divizija, prebile solunsko fronto, kar je 30. septembra pripeljalo do predaje Bolgarije, čemur je sledila hitra osvoboditev Srbije in umik vseh preostalih avstro-ogrskih čet do konca oktobra. 1. novembra 1918 je bila Srbija popolnoma osvobojena, s čimer je bila okupacija končana.

## Vojaško dogajanje
Srbski nacionalist Gavrilo Princip je 28. junija 1914 v Sarajevu ubil avstro-ogrskega prestolonaslednika Franca Ferdinanda in njegovo ženo Sofijo. To je pripeljalo do julijske krize in začetka prve svetovne vojne, 28. julija. Poskus Avstro-Ogrske, da vojaško hitro premaga Srbijo, se ni uresničil zaradi slabega načrtovanja in dobrega srbskega upora. V treh invazijah med avgustom in decembrom 1914 avstro-ogrski vojski ni uspelo odločilno premagati srbske vojske. Srbi so v velikih spopadih, avgustovski bitki pri Ceri, septembrski bitki pri Drini in kolubarski bitki novembra in decembra istega leta ostali neporaženi in so končno prisilili okupatorja, da se je umaknil na svoje ozemlje. 
6. oktobra 1915 so centralne sile izvedle novo kampanjo proti Srbiji po pogajanjih z Bolgarijo, ki so vodila k njenemu pristopu k centralnim silam. Do 24. novembra so avstro-ogrske, nemške in bolgarske čete zasedle vso Srbijo. Srbsko ozemlje je bilo nato razdeljeno med Avstro-Ogrsko in Bolgarijo.
Po okupaciji je bila ustanovljena vojaška uprava z guvernerjem in civilnim komisarjem na čelu.

## Vojaška uprava
Vprašanja, ali je treba vsa srbska območja priključiti ali da mora preostali del Srbije še naprej obstajati kot formalno neodvisna država, odvisna od monarhije, nikoli ni bilo mogoče notranje rešiti zaradi upora Madžarske in njenega predsednika vlade Ištvana Tisza do večjih priključitev srbskih območij. Kot nadaljevanje spora med Tiszem in načelnikom generalštaba Franzom Conradom von Hötzendorfom so se v upravi generalne vlade Srbije pojavila nesoglasja. Napetosti med madžarsko vlado in visokim poveljstvom vojske (AOK) so nastale takoj na začetku vojaške okupacije (zahodno) srbskih ozemelj. Tisz je zahteval, da se madžarski upravni uradniki nujno posvetijo o vojaški upravi zasedenega območja, ker bi osvojena srbska ozemlja pripadala madžarski interesni sferi, tako kot bi poljska ozemlja pripadala Avstro-Ogrski.
Conrad pa si je prizadeval za južnoslovansko zvezo znotraj monarhije pod hrvaškim vodstvom. Vzpostavitev vojaške vlade je bila zanj priprava priključitve teh območij v tem smislu. Zato je ignoriral madžarske zahtevke. Madžarskega civilnega komisarja za Srbijo Ludwiga Thallóczyja je vojaška uprava od 16. januarja 1916 ignorirala, zaradi česar je Thallóczy zaprosil za premestitev v Albanijo. Tisz je posredoval pri poveljniku vojske nadvojvodi Friedrichu in zunanjem ministru Buriánu marca 1916, kar pa je bilo na koncu uspešno sprejeto ter je bilo v začetku julija izvedeno. Septembra sta se civilna (pod vodstvom Thallóczyja) in vojaška uprava Srbije dokončno ločili. Po potovanju po okupiranih srbskih ozemljih se je Tisz nasilno boril proti domnevno preveliki popustljivi vojaški upravi. Skozi obravnavo prebivalstvo in zelo odprta prizadevanja, da bi določili dokončnega predsednika okupirane države, je bil trden namen priključitve vse Srbije zelo očiten. Zdi se, da je bila okupacijska politika Avstro-Ogrske relativno pravičnejša v primerjavi z represivnimi dejanji, ki jih je izvajala Bolgarija.
Kljub temu so v avstrijsko okupiranem delu Srbije potekale tudi partizanske dejavnosti, ki so se razširile iz ozemlja, zasedenega z strani Bolgarije. 
Do predaje Bolgarije je prišlo 29. septembra 1918, sledila pa je osvoboditev Beograda, do takrat sedeža guvernerja za Srbijo, 1. novembra 1918 pa je bila končana okupacija in Srbija je bila osvobojena. Avstro-Ogrska se je ob približno tem času predala in kmalu po podpisu premirja razpadla. 1. decembra 1918 je bila Srbija vključena v novoustanovljeno Kraljevino Srbov, Hrvatov in Slovencev, ta pa se je pozneje preimenovala v Kraljevino Jugoslavijo.